# Інес Пеллегріні
Інес Пеллегріні (італ. Ines Pellegrini; нар. 7 листопада 1954, Мілан, Італія) ― італійська актриса еритрейського походження.

## Біографія

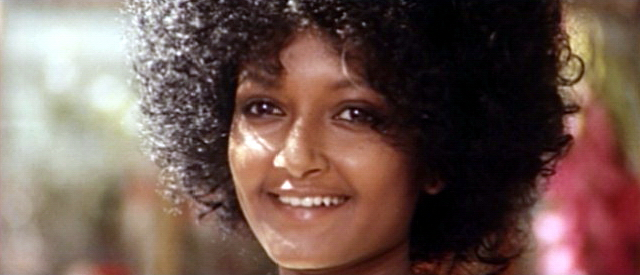
Інес Пеллегріні в кадрі фільму «Дивись в обидва» (1975).

Пеллегріні народилася в Мілані, провела дитинство в Еритреї, навчаючись в італійських школах. Повернулася до Італії на початку 1970-х років зі своїм прийомним батьком.
Дебютувала у великому кіно в 1973 році, зігравши в кінокомедії режисера Маріо Дзаванцаті «Сержант Загарія любить свою маму і поліцію».
Завдяки екзотичної зовнішності вона стала популярною актрисою ролей другого плану в Італії 1970-х років.
У 1974 році зіграла роль Зімурруд у фільмі італійського режисера П'єра Паоло Пазоліні «Квітка тисячі й однієї ночі», в 1975 році знялася в «Сало, або 120 днів Содому». У тому ж році знімалася для обкладинки журналу Playboy, а в 1977 році для журналу Playman.
Пізніше Пеллегріні стала другорядною зіркою в італійських фільмах, серед яких «Дивись в обидва» (1975), «Мадам» (1976), «Кінець невинності» (1976), «Красива чорна економка» (1978) та «Війна роботів» (1978).
Виконала ролі в 20-ти фільмах, переважно з еротичним підтекстом.
Останню роль в кіно зіграла в комедії Серджіо Корбуччі «Паранормальне явище» (1985 рік). В середині 1980-х разом з чоловіком переїхала в Лос-Анджелес (США), де відкрила антикварний магазин. Займається благодійністю.

## Фільмографія
| Назва                                                                | Рік  |
| -------------------------------------------------------------------- | ---- |
| італ. Li chiamavano i tre moschettieri... invece erano quattro       | 1973 |
| італ. Il brigadiere Pasquale Zagaria ama la mamma e la polizia       | 1973 |
| італ. Provaci anche tu, Lionel                                       | 1973 |
| італ. Noa Noa                                                        | 1974 |
| італ. Seduzione coniugale                                            | 1974 |
| Квітка тисячі й однієї ночі (італ. Il Fiore Delle Mille E Una Notte) | 1974 |
| Поцілунок (італ. Il bacio)                                           | 1974 |
| Дивись в обидва (італ. Gatti rossi in un labirinto di vetro)         | 1975 |
| Сало, або 120 днів Содому (італ. Salò o le 120 giornate di Sodoma)   | 1975 |
| італ. Una bella governante di colore                                 | 1976 |
| італ. Scandalo in famiglia                                           | 1976 |
| італ. Orazi e Curiazi 3 - 2                                          | 1977 |
| італ. Italia: ultimo atto?                                           | 1977 |
| італ. La guerra dei robot                                            | 1978 |
| італ. Comincerà tutto un mattino: io donna tu donna                  | 1978 |
| італ. Le evase - Storie di sesso e di violenze                       | 1978 |
| італ. L'ebreo fascista                                               | 1980 |
| італ. Peccato originale                                              | 1981 |
| італ. Sono un fenomeno paranormale                                   | 1985 |